# Americina adusta
Americina adusta är en tvåvingeart som först beskrevs av Friedrich Hermann Loew 1863.  Americina adusta ingår i släktet Americina och familjen kolvflugor. Inga underarter finns listade i Catalogue of Life.